# Гражданская война в Венесуэле (1848—1849)
Гражданская война в Венесуэле (1848—1849) (исп. Guerra civil venezolana de 1848-1849) — война венесуэльских консерваторов во главе с Хосе Антонио Паэсом против либерального правительства Хосе Тадео Монагаса.
Предыстория конфликта была связана с событиями гражданской войны 1846 года, после победы в которой консервативная партия согласилась выдвинуть лидера либеральной партии Хосе Тадео Монагаса в президенты в качестве фигуры, которая сможет достичь примирения между двумя партиями.
Монагас уверенно выиграл выборы и стал президентом республики. Лидер консерваторов Паэс и его соратники пытались контролировать Монагаса, но тот скоро отмежевался и от консерваторов и сблизился с либералами. Конгресс (в котором доминирует консервативная партия) пытается привлечь к ответственности Монагаса по обвинению в нарушении конституции, но эта попытка терпит неудачу после того, как либеральная толпа штурмует конгресс и заставляет его замолчать.
Паэс взялся за оружие 1 февраля 4 февраля 1848 года в Калабосо и после объявления себя главой армии по восстановлению конституционного порядка занял Сан-Фернандо-де-Апуре. С 30 января национальное правительство ввело постоянную обязательную военную службу, поэтому национальная милиция увеличилась до 10 000 человек по сравнению с примерно 750 из Паэса. Монагас направил против повстанцев генерала Сантьяго Мариньо, который разбил Паэса 10 марта в битве за Лос-Арагуатос, после чего Паэс покинул страну.
17 августа 1848 года две шхуны венесуэльского флота подняли восстание и объявили о своей поддержке Паэса, а затем отплыли в Маракайбо, где начала собираться повстанческая эскадра. Зная об этом, правительство организовало военно-морскую экспедицию в составе 14 боевых кораблей против консервативных сил, сосредоточенных в Маракайбо. На рассвете 13 октября консерваторы атаковали подошедший правительственный флот своими 17 кораблями, но потерпели поражение после двухчасового ожесточенного боя, в котором они потеряли три корабля и в конце концов были рассеяны. Во втором морском бою 31 декабря в устье реки Сулия консерваторы ещё раз потерпели поражение.
Между тем боевые действия развернулись на западе страны, в Коро и Сулии. 2 июля 1849 года Паэс вторгся с 3000 человек из Ла-Вела-де-Коро и проник вглубь страны, достигнув Кохедеса, но когда его арьергард 12 августа потерпел поражение в Касупо, на следующий день он капитулировал в Макапо-Абахо перед генералом Хосе Лауренсио Сильвой.
С пленением главного лидера консервативного движения восстание потеряло силу и почти полностью прекратилось после взятия Маракайбо либеральными войсками. В стране установилась первое правление либералов, прерванное Мартовской революцией 1858 года.